# Anne d'Essling

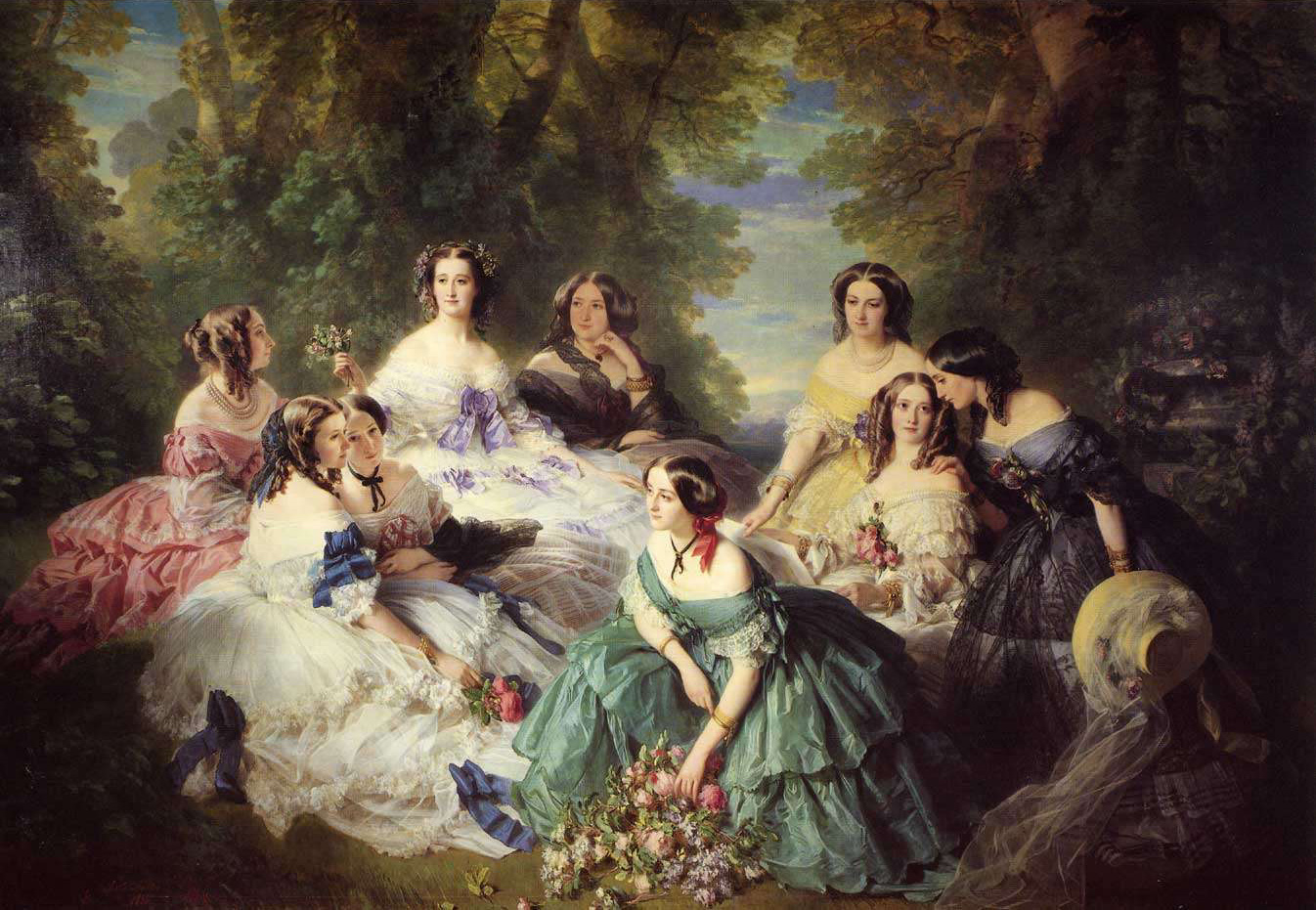
Kejsarinnan Eugénie omgiven av sina hovdamer, målning av Franz Xaver Winterhalter (1855). Anne d'Essling syns klädd i rosa längst till vänster.

Anne d'Essling, född Debelle 1802, död 1887, var en fransk prinsessa och hovfunktionär. Hon var grande-maîtresse hos kejsarinnan Eugénie av Frankrike från 1853 till 1870.

## Biografi
Anne d'Essling var dotter till general Jean François Joseph Debelle och Marguerite Justine Deschaux samt gifte sig 1823 med marskalk François Victor Masséna, prins d'Essling och hertig de Rivoli.
När Eugenies hov skapades efter hennes giftermål 1853 bestod dess hovdamer av en överhovmästarinna, en dame d'honneur av första rangen, och därutöver sex övriga dames d'honneur, eller dame du palais, som vanligen turades om att tjänstgöra en vecka i taget förutom vid särskilda tillfällen; antalet dames du palais utökades senare till tolv. De första hovdamerna valdes ut bland Eugenies egen umgängeskrets i societeten från tiden före giftermålet.
Som grande maîtresse de la maison var Anne d'Essling den högst rankade bland alla kvinnliga hovfunktionärer. Tillsammans med dame d'honneur Pauline de Bassano närvarade hon vid alla officiella statliga högtider vid kejsarinnans sida och var som sådan en igenkänd offentlig person. Formellt tillhörde det hennes uppgifter att övervaka de övriga hovdamerna och reglera deras schema, och det var också hennes uppgift att ta emot ansökningar för alla som önskade göra hovcour hos kejsarinnan, även om hon i praktiken ofta ska ha överlåtit sina uppgifter på sin underordnade, de Bassano.
Anne d'Essling har beskrivits som "en mager liten kvinna med fragilt vackert utseende och ett konstant falskt leende". Hon ska ha varit stolt och förfinad och upplevts som stel och formell, även om hon också sågs som vänlig och intelligent bland de som kände henne personligen. Hon behöll sin position under hela andra kejsardömet. Efter monarkins fall 1870 ska hon ha dragit sig tillbaka från societeten.
Anne d'Essling tillhör de hovdamer som porträtterats tillsammans med Eugénie i den berömda tavlan av Franz Xaver Winterhalter, Eugénie av Frankrike med sina hovdamer, från 1855.